# أرني أوليفر
أرنولد أوليفر (بالإنجليزية: Arnold Oliver)‏ المشهور باسم أرني أوليفر (بالإنجليزية: Arnie Oliver)‏ (22 مايو 1907 في نيو بدفورد ، الولايات المتحدة – 16 أكتوبر 1993 في نيو بدفورد، الولايات المتحدة) لاعب كرة قدم أمريكي راحل كان يجيد اللعب في مركز المهاجم الداخلي . مثل منتخب الولايات المتحدة في بطولة كأس العالم لكرة القدم 1930 التي أقيمت في الأوروغواي .

## وصلات خارجية
- أرني أوليفر على موقع Soccerway.com (الإنجليزية)

- هذا متحف كرة القدم